# Israil Gurung
Israil Gurung  là một cầu thủ bóng đá người Ấn Độ thi đấu ở vị trí tiền đạo chạy cánh cho đội bóng tại I-League DSK Shivajians.

## Sự nghiệp
Gurung thi đấu cho đội bóng hạng hai Bồ Đào Nha Vitória de Guimarães B theo dạng cho mượn từ đội bóng tại Indian Super League cua anh là FC Pune City vào kỳ chuyển nhượng mùa đông 2015; đá cho đội bóng Bồ Đào Nha đến hết mùa giải 2014-15.